# اضطهاد شعب الهزارة

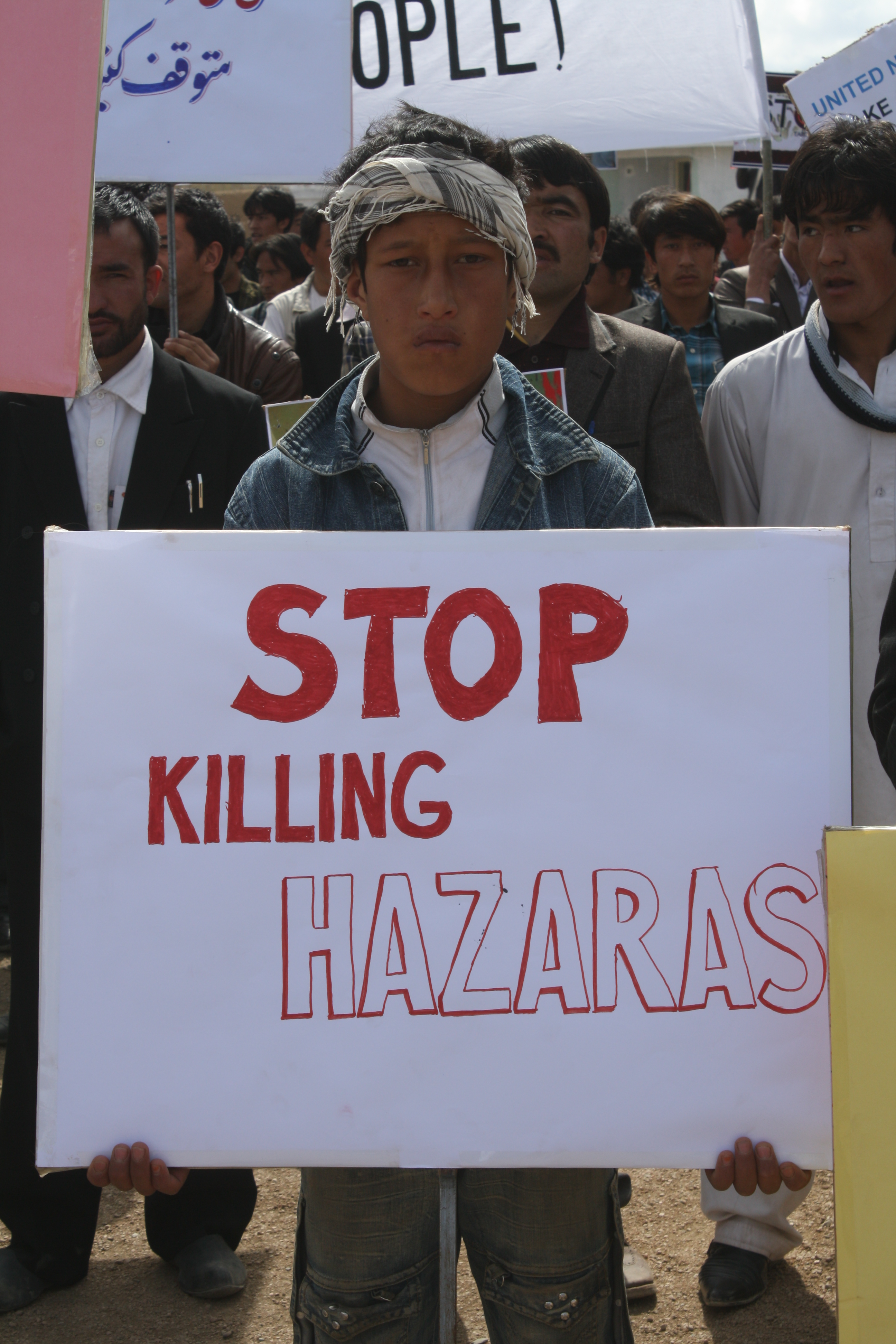
متظاهرون في مقاطعة باميان بأفغانستان عام 2012 يرفعون لافتات تطالب بوقف قتل شعب الهزارة في مدينة كويتا بباكستان.

يشير اضطهاد شعب الهزارة إلى التمييز الذي يتعرض له المواطنون الأفغان من قومية الهزارة. يتركز شعب الهزارة في المنطقة الوسطى المعروفة باسم هزاراجات في أفغانستان، كما يوجد عدد كبير منهم في كويتا بباكستان ومشهد بإيران كجزء من المغتربين الأفغان. تعرضت قبائل الهزارة منذ فترة طويلة إلى الاضطهاد والتمييز وانواع الضغوطات والمؤامرات والاستهدافات من قبل الحكام وأمراء بعض القوميات. فخلال عهد الأمير عبد الرحمن خان (1880-1901) تعرض الآلاف من هذه القومية للقتل والطرد والاستعباد. ويدعي سيد عسكر موسوي، وهو كاتب معاصر من الهزارة، أن نصف سكان هزاراجات قد نزحوا وهاجروا إلى بلوشستان، التي كانت جزءا من الهند البريطانية آنذاك وإلی مقاطعة خراسان في إيران. وهذا ما أدى إلى سيطرة البشتون والجماعات الأخرى علی أجزاء من هزاراجات. كما كان شعب الهزارة ضحية المذابح التي ارتكبها حركة طالبان والقاعدة. وعلى الرغم من ان وضعيتهم لم تتحسن بعد في أفغانستان حتى بعد انتهاء حكم حكومة طالبان في عام 2001 بل ان الآف منهم تعرضوا للاضطهاد في باكستان من قبل الجماعات المتطرفة السنية في السنوات الاخيرة.

## اضطهادهم في أفغانستان
الهزارة مجموعة عرقية أقلية تعيش وسط أفغانستان وتنتمي للطائفة الشيعية. شهدت هذه القومية التمييز الديني والاضطهاد لعدة قرون من قبل المغول  والبشتون والجماعات الإثنية الأخرى.
يسكن الهزارة في هزاراجات في وسط أفغانستان ويقطنون المرتفعات الوسطى، لكن بسبب الضغوطات والحملات الوحشية التي مورست ضد هذه القومية من قبل حكام وأمراء بعض القوميات ولاسيما أمراء البشتون، أصبحت مناطق الهزارة بالتدريج محدودة ومحصورة، وبالأخص في زمن حكم هوتكيان، فتراجعت على أثرها قومية الهزارة إلى مركز مناطقهم.
وبعد الحرب الإنجليزية الأفغانية الثانية، شن عبد الرحمن خان حملة واسعة في هزاراجات. وقد أُقتطعت الكثير من أراضي الهزارة، وأعطيت إلى قومية البشتون الذين شاركوا في الهجوم على الهزارة، وقد مارس هذا الأمير بحق هذه القومية أبشع الجرائم.
وقد سعى عبد الرحمن للحصول على مبرر ديني وشرعي للقضاء نهائياً على هذه القومية، ولذلك طلب من علماء المسلمين إصدار فتوى تكفير الشيعة، وقد قبل معظم علماء المسلمين طلبه وأصدروا فتوى تكفير الشيعة.
فبعد أن حصل عبد الرحمن على الفتوى، حث زعماء قبائل البشتون ولاسيما الحدودية على التطوع والمشاركة في قتال الهزارة. فبدأت الحرب بين شعب الهزارة وبين جيش مجهز بأحدث أنواع الأسلحة. لم يتمكن الجيش من التقدم في المناطق بسب المعارضة الشرسة من قبل زعماء القبائل الهزارة لاكثر من سنة كاملة.
لكن بعدها استولی الجيش على المناطق بالتدريج. قام عبد الرحمن بارتكاب جرائم ومجازر واسعة هناك، وقد قضى على أكثر من نصف سكان الهزارة بأكملهم، وقد أجبر عدد لا يحصى منهم علی النزوح من قراهم. كما قام بمصادرة أفضل الأراضي الزراعية وتوزيعها على القبائل البدوية الحدودية.
كان شعب الهزارة يشكل أكثر من نصف مجموع سكان أفغانستان. لكنه أصبح الآن أقلية. يقدر سيد عسكر موسوي، وهو كاتب معاصر من الهزارة، بأن أكثر من نصف سكان هزاراجات نزحوا من قراهم، وأن العديد منهم قد قتلوا. قائلاً: «من الصعب التحقق من صحة هذا التقدير، لكن ذكرى غزو عبد الرحمن خان للهزاراجات لا تزال حاضرة بين شعب الهزارة، وهي قد أثرت بشكل كبير على علاقاتهم مع الدولة الأفغانية طوال القرن العشرين.» ويدعي آخرون بأن سبب مغادرة شعب الهزارة لمنطقة الهزاراجات كان الفقر والبحث عن العمل. هاجر معظم الهزارة إلى بلوشستان وبعضهم إلی مشهد وحولها، في مقاطعة خراسان بإيران.

### مزار الشريف
في أعقاب قتل الاسرى من نظام طالبان علی يد عبد الملك بهلوان في مزار شريف عام 1997، قتل أعضاء حركة طالبان آلاف من رجال وأولاد شعب الهزارة في نفس المدينة في أغسطس 1998. وقد أفادت منظمات حقوق الإنسان أن جثث القتلى بقيت في الشوارع لفترة أسابيع حتی أن سمح طالبان بدفنهم وذلك بسبب انتشار رائحة الجثث والخوف من الاوبئة.

### ياكاولانج
وفي يناير 2001، نفذت حركة الطالبان عمليات اعدام جماعي بحق شعب الهزارة في منطقة ياكاولانج بمقاطعة باميان في أفغانستان. بدأت هذه العملية في 8 يناير واستمرت لمدة أربعة أيام. وقد أودت بحياة 170 رجلا. كما ألقت طالبان القبض على نحو 300 شخصا، من بينهم موظفي المنظمات الإنسانية المحلية. وبعد جمعهم في نقاط مختلفة جرى قتلهم رميا بالرصاص حسب الرأي العام. كما ان 73 شخصا من النساء والأطفال والمسنين الذين كانوا قد لجؤوا إلى مسجد بسبب قصف طالبان، قتلوا عندما قصفت طالبان المسجد بالصواريخ.

### خاص أروزكان
وفي يونيو 2010، قتل تسعة رجال علي الاقل من الهزارة العرقيين في كمين نصب في منطقة خاص أروزكان. وتحملت طالبان المسؤولية عن الهجوم.

### زابل
في نوفمبر 2015، قتل مسلحون أفغانيون يدعون الولاء لداعش، سبعة مدنيين ينتمون إلى عرقية الهزارة بعد أن اختطفوهم في مقاطعة زابل بجنوب أفغانستان. وقد تم قطع حنجرتهم بأسلاك فلزية. وكان من بين الضحايا امرأتين وطفلة تبلغ من العمر 9 سنة.

### تفجيرات دهمزنغ
في 23 يوليو 2016، فجرا انتحاريين نفسيهما قرب حشد من متظاهرين شيعة الهزارة الذين كانوا يهتفون ضد مشروع ميغا TUTAP للطاقة. أسفر الانفجار عن مقتل 97 شخصاً علی الأقل وجرح ما يقارب 260 شخصاً. وقد أعلن تنظيم داعش مسؤوليته عن التفجير.

### هجمات عاشوراء
في يوليو 2016 قتل 18 شخصا وجرح 54 آخرين جراء انفجار استهدف مسجد كارتي ساخي في حي الجامعة في غرب العاصمة الأفغانية عشية إحياء ذكرى عاشوراء. وتبنى تنظيم داعش مسؤولية هذا الهجوم.
وفي اليوم التالي قتل 15 شيعياً على الأقل في تفجير استهدف مسجداً في شمال أفغانستان. وأعلنت داعش مسؤوليتها عن هذا الهجوم أيضا. تظهر هذه الهجمات مدى التهديد المتزايد الذي يشكّله هذا التنظيم ضد شعب الهزارة.

## اضطهادهم في باكستان
يعود تاريخ شعب الهزارة في باكستان إلى أربعينيات القرن التاسع عشر، عندما بدأ بعض رجال قبيلة الهزارة بالهجرة من هزاراجات إلى الهند التي كانت مستعمرة بريطانية آنذاك، وذلك بسبب اضطهادهم من قبل البشتون والطاجيك. وقد تم هناك تجنيد الكثيرين منهم في الجيش الهندي البريطاني خلال الحرب الإنجليزية الأفغانية الأولى (1838-1840). لكن بدأت الهجرة الجماعية وإقامة المستوطنات الدائمة في عام 1890م عندما بدأ أمير عبد الرحمن خان اضطهاد شعب الهزارة في أفغانستان. على الرغم من أن العنف الطائفي في باكستان، التي يقدر نسبة سكان الشيعة فيها بنحو 20٪-5٪ من السكان، بدأ في عهد محمد ضياء الحق في الثمانينات، لكن ظلت العلاقات في إقليم بلوشستان سلمية حتى مطلع القرن الحالي. قدّر ناشط السلام، علي رضا، عام 2015 أن في كل شهر يقتل في المتوسط 43 شيعيا.

### كويته
في السنوات الأخيرة، أدى اضطهاد الهزارة في كويته إلى مقتل ما لا يقل عن 1300 شخص وجرح أكثر من 1500 آخرين، من بينهم مسؤولين رفيعي المستوى وعمال ونساء وأطفال. ويقدر أن ثلث الضحايا هم من الأطفال.
وفيما يلي عرض لأبرز الهجمات التي شهدتها قومية الهزارة في كويته في السنوات الماضية: اغتيال حسين علي يوسفي وأبرار حسين، تفجير مسجد الهزارة، مجزرة عاشوراء، تفجير المتظاهرين بيوم القدس، عمليات إطلاق نار في مدينة هزارة، مجزرة ماستونغ، تفجيرات كويته يناير 2013، تفجير كويته فبراير 2013، مجزرة الحجاج، مجزرة أختر آباد وغيرها. فيما لم يلق القبض على أحد بسبب هذه الجرائم.
وقد اعلنت الجماعات التابعة لتنظيم القاعدة مسؤوليتها عن معظم هذه الهجمات. وهناك نظريات عن تورط مجلس قيادة طالبان المعروف باسم مجلس شورى كويتا في هذه الجرائم.
وفي مدن مختلفة حول العالم، نُظمت مظاهرات لإدانة أعمال العنف ضد الهزارة في كويته. وقد احتج جماعات الهزارة في أنحاء العالم، أي في أستراليا وأوروبا الغربية وأمريكا الشمالية وكذلك في أفغانستان على هذه عمليات القتل وصمت المجتمع الدولي. كما أعرب الحاج محمد محقق، زعيم حزب الوحدة الشيعي في أفغانستان، عن تضامنه مع جماعة الهزارة في كويته.
وقد تم توثيق اضطهاد الهزارة من قبل الأمم المتحدة، ومنظمة العفو الدولية، وهيومان رايتس ووتش، واللجنة الآسيوية لحقوق الإنسان، ولجنة حقوق الإنسان في باكستان، ولجنة أفغانستان المستقلة لحقوق الإنسان. من جانبها حثت البرلمانية الأوروبية ريتا بورسلينو المجتمع الدولي على معالجة محنة شعب الهزارة في كويته.
وقد طلب أليستير بيرت، مارك لانكستر، آلان جونسون، وإيان ستيوارت وهم أعضاء البرلمان البريطاني، من حكومتهم الضغط على السلطات الباكستانية لتحقيق العدالة لشعب الهزارة في باكستان.